# Nazionale maschile di beach soccer dell'Indonesia
La nazionale di beach soccer dell'Indonesia rappresenta l’Indonesia nelle competizioni internazionali di beach soccer.

## Rosa
Aggiornata a febbraio 2018
| N. |                      | Ruolo | Calciatore           |
| -- | -------------------- | ----- | -------------------- |
|    | Indonesia (bandiera) | P     | Kadel Sudarta        |
|    | Indonesia (bandiera) | A     | Wayan Arsa Bagia     |
|    | Indonesia (bandiera) | D     | Made Juli Parimawan  |
|    | Indonesia (bandiera) | A     | Dewa Dwipayudha      |
|    | Indonesia (bandiera) | A     | Putu Edy Sandi Putra |

| N. |                      | Ruolo | Calciatore           |
| -- | -------------------- | ----- | -------------------- |
|    | Indonesia (bandiera) | A     | Putu Gede Darma Suta |
|    | Indonesia (bandiera) | A     | Komang Kariana       |
|    | Indonesia (bandiera) | A     | Nyoman Jumada        |
|    | Indonesia (bandiera) | D     | Wayan Metra Jaya     |

Allenatore: Ida Bagus Mahayasa